# 李新铸
李新铸（1962年1月29日—），福建连江人，南非华侨商人，是南非喜彩飞临钻石公司、康格拉钻石矿有限公司和运盛鞋业工贸有限公司董事长，亦曾担任南部非洲中华福建同乡总会会长、全非洲中国和平统一促进会会长、南非华人警民合作中心主任、非洲人国民大会西罗町地区党部主席和《非洲时报》社长等职。

## 生平
李新铸出生于农村，早年完成了小学、初中学业，但他的家庭因贫而无法负担他的高中学费，他由此开始到工地上打工养家，但仅干了一年就因与工头发生争执而失去了工作。此后，李新铸在福州发现在他家十分便宜的螃蟹在福州价格比较贵，遂在他大姐的帮助下开始做起海鲜生意。到1990年代初，李新铸的海鲜生意越来越好，市场甚至扩展到了日本。
1992年（一说1996年），李新铸在他一位北京朋友的建议下，前往当时尚未与中华人民共和国建交的南非创业，在比勒陀利亚开了一家服装店，并在当地受到了台湾籍华人的帮助。由于当时南非刚刚废除种族隔离制度，且当地黑人买不起当时多从欧洲进口且价格高昂的衣帽服饰，李新铸的服装生意日渐变好，并把服装店开到了南非诸多偏远的黑人聚居地。2001年起，李新铸离开贸易领域，开始经营工厂、矿业和商贸中心。2019年前后，李新铸在南非承包政府安置房工程。
除了商贸，李新铸还参加了南非当地华人组织的运作。1997年，南非华人创立南部非洲中华福建同乡会总会，是当地的第一个华人社团，李新铸是创会副会长，并在2003年担任会长。1998年中华人民共和国与南非建交后，两国往来日渐增多。2004年1月，在中国驻南非大使馆的指导下，福建同乡总会与南非上海工商联谊总会等联合成立了南非华人警民合作中心，李新铸曾数次担任主任。2005年，李新铸等南非华人牵头创办了华文报纸《非洲时报》，是目前全非洲最有影响力的华文媒体之一。
在南非的李新铸多次参加中国、南非的政治事务，除了担任全非洲中国和平统一促进会会长外，他还参加了南非政党非洲人国民大会，并成为约翰内斯堡西罗町（是该市境内的唐人街）的党部主席。在中华人民共和国国内，他当选湖北省海外联谊会常务理事、十一届福建省政协特邀委员和十二届福州市政协特邀委员等。

## 家庭
李新铸是家里八个孩子中的老六，他的父亲在年轻时参加过中国共产党建立的东岭游击队，中华人民共和国成立后被错划为“黑五类”，受到迫害并含冤去世，1983年才得以平反；他的母亲出生于1923年，父亲被打倒后独自务农来维持家中生计，在2010年去世。